# Grande-Bretagne aux Jeux olympiques d'été de 2000
La Grande-Bretagne aux Jeux olympiques d'été de 2000 compte une délégation de 310 athlètes engagés dans vingt-trois sports.  Avec un total de 28 médailles, dont 11 en or, le pays se classe dixième de cette édition.

## Nombre d'athlètes qualifiés par sport
Voici la liste des qualifiés et sélectionnés Britanniques par sport (remplaçants compris) :
| Sport       | Hommes | Femmes | Total |
| ----------- | ------ | ------ | ----- |
| Athlétisme  | 40     | 22     | 62    |
| Aviron      | 18     | 17     | 35    |
| Badminton   | 6      | 6      | 12    |
| Boxe        | 2      | 0      | 2     |
| Canoë-kayak | 10     | 2      | 12    |
| Cyclisme    | 18     | 6      | 24    |
| Équitation  | 5      | 5      | 10    |

## Médailles
| Sport              | Discipline                 | Athlète(s) | Performance    | Date         |
| Médailles d'or : 6 |                            | |                |              |
| Athlétisme         | Triple saut                | Jonathan Edwards | 17,71 m        | 23 septembre |
| Athlétisme         | Heptathlon                 | Denise Lewis | 6584 pts       | 24 septembre |
| Aviron             | Quatre sans barreur        | James Cracknell Steve Redgrave Tim Foster Matthew Pinsent                                                                    | 5 min 56 s 24  | 24 septembre |
| Aviron             | Huit                       | Andrew Lindsay Ben Hunt-Davis Simon Dennis Louis Attrill Luka Grubor Kieran West Fred Scarlett Steve Trapmore Rowley Douglas | 5 min 33 s 08  | 24 septembre |
| Boxe               | Poids super-lourds         | Audley Harrison | 30-16          | 1 Octobre    |
| Cyclisme           | Contre-la-montre sur piste | Jason Queally | 1 min 01 s 609 | 16 septembre |

| Sport                  | Discipline                  | Athlète(s)                                                   | Performance   | Date         |
| Médailles d'argent : 6 |                             |                                                              |               |              |
| Athlétisme             | 200 m                       | Darren Campbell                                              | 20 s 14       | 28 septembre |
| Athlétisme             | Lancer du javelot           | Steve Backley                                                | 89,85 m       | 23 septembre |
| Aviron                 | Quatre de couple            | Guin Batten Gillian Lindsay Katherine Grainger Miriam Batten | 6 min 21 s 65 | 24 septembre |
| Canoe-Kayak            | K1                          | Paul Ratcliffe                                               | 225.03        | 20 septembre |
| Cyclisme               | Vitesse par équipes         | Chris Hoy Craig MacLean Jason Queally                        | 44 s 680      | 17 septembre |
| Equitation             | Concours completpar équipes | Pippa Funnell Leslie Law Jeanette Brakewell Ian Stark        | 161.00 pts    | 19 septembre |

| Sport                   | Discipline             | Athlète(s)                                            | Performance    | Date         |
| Médailles de bronze : 6 |                        |                                                       |                |              |
| Athlétisme              | 400 m                  | Katharine Merry                                       | 49 s 72        | 25 septembre |
| Athlétisme              | 800 m                  | Kelly Holmes                                          | 1 min 56 s 80  | 25 septembre |
| Badminton               | Double mixte           | Simon Archer / Joanne Goode                           | 2-1            | 21 septembre |
| Canoe-Kayak             | K1 1000m               | Tim Brabants                                          | 3 min 35 s 057 | 30 septembre |
| Cyclisme                | Poursuite par équipes  | Bryan Steel Paul Manning Bradley Wiggins Chris Newton | 4 min 01 s 979 | 19 septembre |
| Cyclisme                | Poursuite individuelle | Yvonne McGregor                                       | 3 min 38 s 850 | 18 septembre |

## Athlétisme

### Hommes
| Athlète                                                    | Épreuve              | Séries         | Séries      | Quarts de finale | Quarts de finale | Demi-finales  | Demi-finales | Finale          | Finale            |
| Athlète                                                    | Épreuve              | Temps          | Rang        | Temps            | Rang             | Temps         | Rang         | Temps           | Rang              |
| ---------------------------------------------------------- | -------------------- | -------------- | ----------- | ---------------- | ---------------- | ------------- | ------------ | --------------- | ----------------- |
| Dwain Chambers                                             | 100 m                | 10 s 38        | 2e          | 10 s 12          | 1er              | 10 s 14       | 1er          | 10 s 08         | 4e                |
| Darren Campbell                                            | 100 m                | 10 s 28        | 1er         | 10 s 21          | 1er              | 10 s 19       | 3e           | 10 s 13         | 6e                |
| Jason Gardener                                             | 100 m                | 10 s 38        | 1er         | 10 s 27          | 4e               | Éliminé       | Éliminé      | Éliminé         | Éliminé           |
| Darren Campbell                                            | 200 m                | 20 s 71        | 2e          | 20 s 13          | 1er              | 20 s 23       | 2e           | 20 s 14         | Médaille d'argent |
| Christian Malcolm                                          | 200 m                | 20 s 52        | 2e          | 20 s 19          | 2e               | 20 s 19       | 2e           | 20 s 23         | 5e                |
| Marlon Devonish                                            | 200 m                | 20 s 89        | 3e          | 20 s 82          | 7e               | Eliminé       | Eliminé      | Eliminé         | Eliminé           |
| Daniel Caines                                              | 400 m                | 45 s 39        | 2e          | 45 s 37          | 3e               | 45 s 55       | 4e           | Eliminé         | Eliminé           |
| Sean Baldock                                               | 400 m                | 46 s 45        | 5e          | Eliminé          | Eliminé          | Eliminé       | Eliminé      | Eliminé         | Eliminé           |
| Jamie Baulch                                               | 400 m                | 46 s 52        | 7e          | Eliminé          | Eliminé          | Eliminé       | Eliminé      | Eliminé         | Eliminé           |
| James McIlroy                                              | 800 m                | 1 min 47 s 44  | 3e          | Non disputé      | Non disputé      | 1 min 46 s 39 | 6e           | Eliminé         | Eliminé           |
| Andy Hart                                                  | 800 m                | 1 min 48 s 78  | 6e          | Eliminé          | Eliminé          | Eliminé       | Eliminé      | Eliminé         | Eliminé           |
| John Mayock                                                | 1 500 m              | 3 min 39 s 08  | 4e          | Non disputé      | Non disputé      | 3 min 38 s 68 | 7e           | 3 min 39 s 41   | 9e                |
| Andy Graffin                                               | 1 500 m              | 3 min 39 s 75  | 11e         | Non disputé      | Non disputé      | 3 min 42 s 72 | 10e          | Eliminé         | Eliminé           |
| Tony Whiteman                                              | 1 500 m              | DNF            | /           | Eliminé          | Eliminé          | Eliminé       | Eliminé      | Eliminé         | Eliminé           |
| Kris Bowditch                                              | 5 000 m              | 14 min 08 s 92 | 15e         | Eliminé          | Eliminé          | Eliminé       | Eliminé      | Eliminé         | Eliminé           |
| Karl Keska                                                 | 10 000 m             | 27 min 48 s 29 | 6e          | Non disputé      | Non disputé      | Non disputé   | Non disputé  | 27 min 44 s 09  | 8e                |
| Andres Jones                                               | 10 000 m             | 28 min 11 s 20 | 9e          | Eliminé          | Eliminé          | Eliminé       | Eliminé      | Eliminé         | Eliminé           |
| Robert Denmark                                             | 10 000 m             | 28 min 43 s 74 | 13e         | Eliminé          | Eliminé          | Eliminé       | Eliminé      | Eliminé         | Eliminé           |
| Jon Brown                                                  | Marathon             | Non disputé    | Non disputé | Non disputé      | Non disputé      | Non disputé   | Non disputé  | 2 h 11 min 17 s | 4e                |
| Keith Cullen                                               | Marathon             | Non disputé    | Non disputé | Non disputé      | Non disputé      | Non disputé   | Non disputé  | 2 h 16 min 59 s | 19e               |
| Mark Steinle                                               | Marathon             | Non disputé    | Non disputé | Non disputé      | Non disputé      | Non disputé   | Non disputé  | 2 h 24 min 42 s | 56e               |
| Colin Jackson                                              | 110 m haies          | 13 s 38        | 1er         | 13 s 27          | 1er              | 13 s 34       | 3e           | 13 s 23         | 5e                |
| Damien Greaves                                             | 110 m haies          | 14 s 01        | 7e          | 14 s 08          | 8e               | Eliminé       | Eliminé      | Eliminé         | Eliminé           |
| Tony Jarrett                                               | 110 m haies          | DSQ            | /           | Eliminé          | Eliminé          | Eliminé       | Eliminé      | Eliminé         | Eliminé           |
| Chris Rawlinson                                            | 400 m haies          | 51 s 30        | 1er         | 49 s 25          | 6e               | Eliminé       | Eliminé      | Eliminé         | Eliminé           |
| Matt Douglas                                               | 400 m haies          | 49 s 62        | 3e          | 49 s 53          | 6e               | Eliminé       | Eliminé      | Eliminé         | Eliminé           |
| Tony Borsumato                                             | 400 m haies          | 50 s 73        | 5e          | Eliminé          | Eliminé          | Eliminé       | Eliminé      | Eliminé         | Eliminé           |
| Justin Chaston                                             | 3000 m steeple       | 8 min 31 s 01  | 7e          | Eliminé          | Eliminé          | Eliminé       | Eliminé      | Eliminé         | Eliminé           |
| Christian Stephenson                                       | 3000 m steeple       | 8 min 46 s 66  | 10e         | Eliminé          | Eliminé          | Eliminé       | Eliminé      | Eliminé         | Eliminé           |
| Allyn Condon Jason Gardener Marlon Devonish Dwain Chambers | Relais 4 × 100 m     | DSQ            | /           | Eliminé          | Eliminé          | Eliminé       | Eliminé      | Eliminé         | Eliminé           |
| Jared Deacon Daniel Caines Iwan Thomas Jamie Baulch        | Relais 4 × 400 m     | 3 min 04 s 35  | 2e          | Non disputé      | Non disputé      | 3 min 01 s 35 | 2e           | 3 min 01 s 22   | 5e                |
| Chris Maddocks                                             | 50 kilomètres marche | Non disputé    | Non disputé | Non disputé      | Non disputé      | Non disputé   | Non disputé  | 4 h 52 min 12 s | 39e               |

| Athlète          | Épreuve           | Qualification | Qualification | Finale      | Finale            |
| Athlète          | Épreuve           | Performance   | Rang          | Performance | Rang              |
| ---------------- | ----------------- | ------------- | ------------- | ----------- | ----------------- |
| Ben Challenger   | Saut en hauteur   | 2,15 m        | 27e           | Eliminé     | Eliminé           |
| Kevin Hughes     | Saut à la perche  | 5,55 m        | 16e           | Eliminé     | Eliminé           |
| Jonathan Edwards | Triple saut       | 17,08 m       | 4e            | 17,71 m     | Médaille d'or     |
| Larry Achike     | Triple saut       | 17,30 m       | 1er           | 17,29 m     | 5e                |
| Phillips Idowu   | Triple saut       | 17,12 m       | 2e            | 17,08 m     | 6e                |
| Mark Proctor     | Lancer du poids   | 18,49 m       | 31e           | Eliminé     | Eliminé           |
| Bob Weir         | Lancer du disque  | 60,01 m       | 28e           | Eliminé     | Eliminé           |
| Glen Smith       | Lancer du disque  | 56,22 m       | 38e           | Eliminé     | Eliminé           |
| Steve Backley    | Lancer du javelot | 83,74 m       | 8e            | 89,85 m     | Médaille d'argent |
| Mick Hill        | Lancer du javelot | 82,24 m       | 12e           | 81,00 m     | 11e               |
| Nick Nieland     | Lancer du javelot | 82,12 m       | 13e           | Eliminé     | Eliminé           |
| Dean Macey       | Décathlon         | Non disputé   | Non disputé   | 8567 pts    | 4e                |

### Femmes
| Athlète                                                                       | Épreuve              | Séries         | Séries      | Quarts de finale | Quarts de finale | Demi-finales  | Demi-finales | Finale          | Finale             |
| Athlète                                                                       | Épreuve              | Temps          | Rang        | Temps            | Rang             | Temps         | Rang         | Temps           | Rang               |
| ----------------------------------------------------------------------------- | -------------------- | -------------- | ----------- | ---------------- | ---------------- | ------------- | ------------ | --------------- | ------------------ |
| Shani Anderson                                                                | 100 m                | 11 s 55        | 4e          | Eliminé          | Eliminé          | Eliminé       | Eliminé      | Eliminé         | Eliminé            |
| Marcia Richardson                                                             | 100 m                | 11 s 62        | 4e          | Eliminé          | Eliminé          | Eliminé       | Eliminé      | Eliminé         | Eliminé            |
| Joice Maduaka                                                                 | 100 m                | 11 s 51        | 5e          | Eliminé          | Eliminé          | Eliminé       | Eliminé      | Eliminé         | Eliminé            |
| Samantha Davies                                                               | 200 m                | 23 s 36        | 5e          | 23 s 20          | 6e               | Eliminé       | Eliminé      | Eliminé         | Eliminé            |
| Joice Maduaka                                                                 | 200 m                | 23 s 36        | 5e          | 23 s 57          | 7e               | Eliminé       | Eliminé      | Eliminé         | Eliminé            |
| Katharine Merry                                                               | 400 m                | 51 s 61        | 1er         | 50 s 50          | 1er              | 50 s 32       | 2e           | 49 s 72         | Médaille de bronze |
| Donna Fraser                                                                  | 400 m                | 52 s 33        | 3e          | 50 s 77          | 3e               | 50 s 21       | 4e           | 49 s 79         | 4e                 |
| Allison Curbishley                                                            | 400 m                | 52 s 20        | 4e          | 52 s 50          | 7e               | Eliminé       | Eliminé      | Eliminé         | Eliminé            |
| Kelly Holmes                                                                  | 800 m                | 2 min 01 s 76  | 1er         | Non disputé      | Non disputé      | 1 min 58 s 42 | 2e           | 1 min 56 s 80   | Médaille de bronze |
| Diane Modahl                                                                  | 800 m                | 2 min 02 s 41  | 5e          | Eliminé          | Eliminé          | Eliminé       | Eliminé      | Eliminé         | Eliminé            |
| Kelly Holmes                                                                  | 1 500 m              | 4 min 10 s 38  | 3e          | Non disputé      | Non disputé      | 4 min 05 s 35 | 4e           | 4 min 08 s 02   | 7e                 |
| Hayley Tullett                                                                | 1 500 m              | 4 min 10 s 58  | 3e          | Non disputé      | Non disputé      | 4 min 05 s 34 | 3e           | 4 min 22 s 29   | 11e                |
| Helen Pattinson                                                               | 1 500 m              | 4 min 08 s 80  | 6e          | Non disputé      | Non disputé      | 4 min 09 s 60 | 9e           | Eliminé         | Eliminé            |
| Jo Pavey                                                                      | 5 000 m              | 15 min 08 s 82 | 2e          | Non disputé      | Non disputé      | Non disputé   | Non disputé  | 14 min 58 s 27  | 12e                |
| Andrea Whitcombe                                                              | 5 000 m              | 16 min 15 s 82 | 15e         | Eliminé          | Eliminé          | Eliminé       | Eliminé      | Eliminé         | Eliminé            |
| Paula Radcliffe                                                               | 10 000 m             | 32 min 34 s 73 | 6e          | Non disputé      | Non disputé      | Non disputé   | Non disputé  | 30 min 26 s 97  | 4e                 |
| Marian Sutton                                                                 | Marathon             | Non disputé    | Non disputé | Non disputé      | Non disputé      | Non disputé   | Non disputé  | 2 h 34 min 33 s | 26e                |
| Diane Allahgreen                                                              | 100 m haies          | 13 s 11        | 5e          | 13 s 22          | 8e               | Eliminé       | Eliminé      | Eliminé         | Eliminé            |
| Tasha Danvers                                                                 | 400 m haies          | 55 s 68        | 3e          | Non disputé      | Non disputé      | 54 s 95       | 3e           | 55 s 00         | 8e                 |
| Sinead Dudgeon                                                                | 400 m haies          | 57 s 82        | 4e          | Eliminé          | Eliminé          | Eliminé       | Eliminé      | Eliminé         | Eliminé            |
| Keri Maddox                                                                   | 400 m haies          | 57 s 44        | 5e          | Eliminé          | Eliminé          | Eliminé       | Eliminé      | Eliminé         | Eliminé            |
| Joice Maduaka Marcia Richardson Samantha Davies Shani Anderson Sarah Wilhelmy | Relais 4 × 100 m     | 43 s 26        | 4e          | Non disputé      | Non disputé      | 43 s 19       | 5e           | Eliminé         | Eliminé            |
| Tasha Danvers Donna Fraser Allison Curbishley Katharine Merry Helen Frost     | Relais 4 × 400 m     | 3 min 25 s 28  | 1er         | Non disputé      | Non disputé      | Non disputé   | Non disputé  | 3 min 25 s 67   | 6e                 |
| Lisa Kehler                                                                   | 20 kilomètres marche | Non disputé    | Non disputé | Non disputé      | Non disputé      | Non disputé   | Non disputé  | 1 h 37 min 47 s | 33e                |

| Athlète         | Épreuve           | Qualification | Qualification | Finale      | Finale        |
| Athlète         | Épreuve           | Performance   | Rang          | Performance | Rang          |
| --------------- | ----------------- | ------------- | ------------- | ----------- | ------------- |
| Jannie Whitlock | Saut à la perche  | 4,15 m        | 20e           | Eliminé     | Eliminé       |
| Jo Wise         | Saut en longueur  | 6,59 m        | 12e           | Eliminé     | Eliminé       |
| Ashia Hansen    | Triple saut       | 14,29 m       | 6e            | 13,44 m     | 11e           |
| Judy Oakes      | Lancer du poids   | 17,81 m       | 13e           | Eliminé     | Eliminé       |
| Lorraine Shaw   | Lancer du marteau | 63,21 m       | 11e           | 64,27 m     | 9e            |
| Denise Lewis    | Heptathlon        | Non disputé   | Non disputé   | 6584 pts    | Médaille d'or |

## Aviron

### Hommes
| Athlète(s) | Compétition                 | Série         | Série | Repêchage     | Repêchage   | Demi-finale   | Demi-finale | Finale                 | Finale        |
| Athlète(s) | Compétition                 | Temps         | Rang  | Temps         | Rang        | Temps         | Rang        | Temps                  | Rang          |
| --- | --------------------------- | ------------- | ----- | ------------- | ----------- | ------------- | ----------- | ---------------------- | ------------- |
| Matt Wells | Skiff                       | 7 min 07 s 76 | 2e    | 7 min 08 s 19 | 1er         | 7 min 09 s 68 | 5e          | Finale B 7 min 00 s 22 | 3e            |
| Ed Coode Greg Searle | Deux sans barreur           | 6 min 42 s 45 | 1er   | Non disputé   | Non disputé | 6 min 31 s 08 | 2e          | 6 min 34 s 38          | 4e            |
| James Cracknell Steve Redgrave Tim Foster Matthew Pinsent                                                                    | Quatre sans barreur         | 6 min 01 s 58 | 1er   | Non disputé   | Non disputé | 6 min 02 s 28 | 1er         | 5 min 56 s 24          | Médaille d'or |
| Andrew Lindsay Ben Hunt-Davis Simon Dennis Louis Attrill Luka Grubor Kieran West Fred Scarlett Steve Trapmore Rowley Douglas | Huit                        | 5 min 34 s 47 | 2e    | 5 min 38 s 59 | 1er         | Non disputé   | Non disputé | 5 min 33 s 08          | Médaille d'or |
| Tom Kay Tom Middleton | Deux de couple poids légers | 6 min 41 s 74 | 4e    | 6 min 43 s 25 | 3e          | Non disputé   | Non disputé | Finale C 6 min 32 s 67 | 2e            |

### Femmes
| Athlète(s) | Compétition       | Série         | Série | Repêchage     | Repêchage | Demi-finale   | Demi-finale | Finale                 | Finale            |
| Athlète(s) | Compétition       | Temps         | Rang  | Temps         | Rang      | Temps         | Rang        | Temps                  | Rang              |
| --- | ----------------- | ------------- | ----- | ------------- | --------- | ------------- | ----------- | ---------------------- | ----------------- |
| Alison Mowbray | Skiff             | 7 min 46 s 73 | 3e    | 7 min 51 s 33 | 2e        | 7 min 52 s 28 | 6e          | Finale B 7 min 35 s 26 | 4e                |
| Frances Houghton Sarah Winckless                                                                                             | Deux de couple    | 7 min 24 s 07 | 5e    | 7 min 14 s 03 | 3e        | Non disputé   | Non disputé | Finale B 7 min 07 s 62 | 3e                |
| Guin Batten Gillian Lindsay Katherine Grainger Miriam Batten                                                                 | Quatre de couple  | 6 min 35 s 09 | 2e    | 6 min 30 s 96 | 1er       | Non disputé   | Non disputé | 6 min 21 s 64          | Médaille d'argent |
| Dot Blackie Cath Bishop | Deux sans barreur | 7 min 40 s 73 | 5e    | 7 min 36 s 53 | 4e        | Non disputé   | Non disputé | Finale B 7 min 26 s 95 | 3e                |
| Ali sanders Rowan Carroll Elise Laverick Francesca Zino Alison Trickey Alex Beever Kate MacKenzie Lisa Eyre Charlotte Miller | Huit              | 6 min 19 s 49 | 4e    | 6 min 23 s 46 | 5e        | Eliminé       | Eliminé     | Eliminé                | Eliminé           |

## Badminton

### Hommes
| Athlète                        | Compétition   | 1/32 de finale       | 1/16 de finale        | 1/8 de finale            | Quarts de finale      | Demi-finales     | Finale           | Finale 3eplace   | Rang    |
| Athlète                        | Compétition   | Adversaire Score     | Adversaire Score      | Adversaire Score         | Adversaire Score      | Adversaire Score | Adversaire Score | Adversaire Score | Rang    |
| ------------------------------ | ------------- | -------------------- | --------------------- | ------------------------ | --------------------- | ---------------- | ---------------- | ---------------- | ------- |
| Peter Knowles                  | Simple hommes | Non disputé          | Défaite Hock 1-2      | Eliminé                  | Eliminé               | Eliminé          | Eliminé          | Eliminé          | Eliminé |
| Richard Vaughan                | Simple hommes | Victoire Ponsana 2-0 | Victoire Wengberg 2-0 | Défaite Jun 0-2          | Eliminé               | Eliminé          | Eliminé          | Eliminé          | Eliminé |
| Julian Robertson Peter Knowles | Double hommes | Non disputé          | Victoire Maurice 2-0  | Défaite Corée du Sud 0-2 | Eliminé               | Eliminé          | Eliminé          | Eliminé          | Eliminé |
| Nathan Robertson Simon Archer  | Double hommes | Non disputé          | Non disputé           | Victoire Pologne 2-0     | Défaite Indonésie 0-2 | Eliminé          | Eliminé          | Eliminé          | Eliminé |

### Femmes
| Athlète                      | Compétition  | 1/32 de finale       | 1/16 de finale         | 1/8 de finale            | Quarts de finale  | Demi-finales     | Finale           | Finale 3eplace   | Rang    |
| Athlète                      | Compétition  | Adversaire Score     | Adversaire Score       | Adversaire Score         | Adversaire Score  | Adversaire Score | Adversaire Score | Adversaire Score | Rang    |
| ---------------------------- | ------------ | -------------------- | ---------------------- | ------------------------ | ----------------- | ---------------- | ---------------- | ---------------- | ------- |
| Kelly Morgan                 | Simple dames | Victoire Popat 2-1   | Victoire Koon 2-1      | Défaite Martin 0-2       | Eliminé           | Eliminé          | Eliminé          | Eliminé          | Eliminé |
| Julia Mann                   | Simple dames | Victoire Sawaram 2-0 | Victoire Pohar 2-0     | Défaite Mizui 0-2        | Eliminé           | Eliminé          | Eliminé          | Eliminé          | Eliminé |
| Joanne Davies Sarah Hardaker | Double dames | Non disputé          | Victoire Indonésie 2-0 | Défaite Corée du Sud 0-2 | Eliminé           | Eliminé          | Eliminé          | Eliminé          | Eliminé |
| Donna Kellogg Joanne Goode   | Double dames | Non disputé          | Non disputé            | Victoire Canada 2-0      | Défaite Chine 0-2 | Eliminé          | Eliminé          | Eliminé          | Eliminé |

### Mixtes
| Athlète                   | Compétition  | 1/32 de finale   | 1/16 de finale        | 1/8 de finale         | Quarts de finale      | Demi-finales          | Finale           | Finale 3eplace        | Rang               |
| Athlète                   | Compétition  | Adversaire Score | Adversaire Score      | Adversaire Score      | Adversaire Score      | Adversaire Score      | Adversaire Score | Adversaire Score      | Rang               |
| ------------------------- | ------------ | ---------------- | --------------------- | --------------------- | --------------------- | --------------------- | ---------------- | --------------------- | ------------------ |
| Donna Kellogg Chris Hunt  | Double mixte | Non disputé      | Défaite Indonésie 0-2 | Eliminé               | Eliminé               | Eliminé               | Eliminé          | Eliminé               | Eliminé            |
| Joanne Goode Simon Archer | Double mixte | Non disputé      | Victoire Canada 2-0   | Victoire Danemark 2-1 | Victoire Pays-Bas 2-0 | Défaite Indonésie 1-2 | Eliminé          | Victoire Danemark 2-1 | Médaille de bronze |

## Boxe

### Hommes
| Athlète         | Catégorie          | 16e de finale        | 8e de finale        | Quart de finale       | Demi-finale           | Finale                    |
| Athlète         | Catégorie          | Adversaire Résultat  | Adversaire Résultat | Adversaire Résultat   | Adversaire Résultat   | Adversaire Résultat       |
| --------------- | ------------------ | -------------------- | ------------------- | --------------------- | --------------------- | ------------------------- |
| Courtney Fry    | Poids mi-lourds    | Défaite Ghana 3-16   | Eliminé             | Eliminé               | Eliminé               | Eliminé                   |
| Audley Harrison | Poids super-lourds | Victoire Russie 17-2 | Non disputé         | Victoire Ukraine 19-9 | Victoire Italie 32-16 | Victoire Kazakhstan 30-16 |

## Canoe-Kayak

### Slalom

#### Hommes
| Athlète                  | Compétition | Éliminatoires | Éliminatoires | Finale | Finale            |
| Athlète                  | Compétition | Temps         | Rang          | Temps  | Rang              |
| ------------------------ | ----------- | ------------- | ------------- | ------ | ----------------- |
| Paul Ratcliffe           | K1          | 253.69        | 3e            | 223.71 | Médaille d'argent |
| Stuart McIntosh          | C1          | 274.39        | 10e           | 243.61 | 8e                |
| Stuart Bowman Nick Smith | C2          | 280.60        | 4e            | 249.93 | 4e                |

#### Femmes
| Athlète        | Compétition | Éliminatoires | Éliminatoires | Finale | Finale |
| Athlète        | Compétition | Temps         | Rang          | Temps  | Rang   |
| -------------- | ----------- | ------------- | ------------- | ------ | ------ |
| Laura Blakeman | K1          | 311.47        | 13e           | 273.71 | 12e    |

### Course en ligne

#### Hommes
| Athlète                          | Compétition | Éliminatoires  | Éliminatoires | Demi-finales   | Demi-finales | Finale A       | Finale A           |
| Athlète                          | Compétition | Temps          | Rang          | Temps          | Rang         | Temps          | Rang               |
| -------------------------------- | ----------- | -------------- | ------------- | -------------- | ------------ | -------------- | ------------------ |
| Ian Wynne                        | K1 500m     | 1 min 42 s 779 | 2e            | 1 min 41 s 486 | 4e           | Eliminé        | Eliminé            |
| Tim Brabants                     | K1 1000m    | 3 min 36 s 903 | 3e            | 3 min 37 s 205 | 2e           | 3 min 35 s 057 | Médaille de bronze |
| Paul Darby-Dowman Ross Sabberton | K2 500m     | 1 min 32 s 782 | 3e            | 1 min 33 s 173 | 7e           | Eliminé        | Eliminé            |
| Paul Darby-Dowman Ross Sabberton | K2 1000m    | 3 min 19 s 392 | 4e            | 3 min 19 s 826 | 5e           | Eliminé        | Eliminé            |
| Andrew Train Steve Train         | C2 500m     | 1 min 46 s 986 | 5e            | 1 min 49 s 931 | 9e           | Eliminé        | Eliminé            |
| Andrew Train Steve Train         | C2 1000m    | 3 min 39 s 599 | 4e            | 3 min 45 s 624 | 4            | Eliminé        | Eliminé            |

#### Femmes
| Athlète       | Compétition | Éliminatoires  | Éliminatoires | Demi-finales   | Demi-finales | Finale A | Finale A |
| Athlète       | Compétition | Temps          | Rang          | Temps          | Rang         | Temps    | Rang     |
| ------------- | ----------- | -------------- | ------------- | -------------- | ------------ | -------- | -------- |
| Anna Hemmings | K1 500m     | 1 min 59 s 190 | 8e            | 1 min 59 s 664 | 9e           | Eliminé  | Eliminé  |

## Cyclisme

### Route

#### Hommes
| Athlète        | Compétition      | Temps               | Rang |
| -------------- | ---------------- | ------------------- | ---- |
| Nick Craig     | Course en ligne  | DNF                 | /    |
| Robert Hayles  | Course en ligne  | DNF                 | /    |
| Jeremy Hunt    | Course en ligne  | DNF                 | /    |
| John Tanner    | Course en ligne  | 5 h 30 min 46 s     | 37e  |
| Max Sciandri   | Course en ligne  | 5 h 30 min 46 s     | 34e  |
| David Millar   | Contre-la-montre | 1 h 00 min 17 s 708 | 16e  |
| Chris Boardman | Contre-la-montre | 59 min 32 s 230     | 11e  |

#### Femmes
| Athlète         | Compétition      | Temps           | Rang |
| --------------- | ---------------- | --------------- | ---- |
| Ceris Gilfillan | Course en ligne  | 3 h 06 min 37 s | 27e  |
| Yvonne McGregor | Course en ligne  | 3 h 06 min 31 s | 24e  |
| Sara Symington  | Course en ligne  | 3 h 06 min 31 s | 10e  |
| Yvonne McGregor | Contre-la-montre | 44 min 37 s 095 | 17e  |
| Ceris Gilfillan | Contre-la-montre | 44 min 29 s 104 | 14e  |

### Piste

#### Hommes
| Athlète       | Compétition          | Qualification | Seizièmes de finale      | Repêchages               | Huitièmes de finale      | Repêchages               | Quarts de finale         | Match de classement | Demi-finales             | Match pour le bronze     | Match pour le bronze | Finale                   | Finale  |
| Athlète       | Compétition          | Temps Vitesse | Adversaire Temps Vitesse | Adversaire Temps Vitesse | Adversaire Temps Vitesse | Adversaire Temps Vitesse | Adversaire Temps Vitesse | Rang                | Adversaire Temps Vitesse | Adversaire Temps Vitesse | Rang                 | Adversaire Temps Vitesse | Rang    |
| ------------- | -------------------- | ------------- | ------------------------ | ------------------------ | ------------------------ | ------------------------ | ------------------------ | ------------------- | ------------------------ | ------------------------ | -------------------- | ------------------------ | ------- |
| Craig MacLean | Vitesse individuelle | 10 s 459      | Défaite Espagne          | Victoire                 | Défaite France           | Victoire                 | Défaite États-Unis       | Eliminé             | Eliminé                  | Eliminé                  | Eliminé              | Eliminé                  | Eliminé |

| Athlète       | Compétition                | Temps          | Rang          |
| ------------- | -------------------------- | -------------- | ------------- |
| Jason Queally | Contre-la-montre sur piste | 1 min 01 s 609 | Médaille d'or |

| Athlète   | Compétition | 1er round | Repêchage | Demi-Finales | Finale  |
| Athlète   | Compétition | Rang      | Rang      | Rang         | Rang    |
| --------- | ----------- | --------- | --------- | ------------ | ------- |
| Chris Hoy | Keirin      | 4e        | DSQ       | Eliminé      | Eliminé |

| Athlète                               | Compétition         | Qualification        | Qualification | Demi-finale                     | Finale                          | Finale            |
| Athlète                               | Compétition         | Temps Vitesse (km/h) | Rang          | Adversaire Temps Vitesse (km/h) | Adversaire Temps Vitesse (km/h) | Rang              |
| ------------------------------------- | ------------------- | -------------------- | ------------- | ------------------------------- | ------------------------------- | ----------------- |
| Chris Hoy Craig MacLean Jason Queally | Vitesse par équipes | 44 s 659             | 2e            | 44 s 517                        | 44 s 680                        | Médaille d'argent |

| Athlète       | Compétition            | Qualification  | Demi-finales             | Match pour le bronze     | Match pour le bronze | Finale                   | Finale  |
| Athlète       | Compétition            | Temps Vitesse  | Adversaire Temps Vitesse | Adversaire Temps Vitesse | Rang                 | Adversaire Temps Vitesse | Rang    |
| ------------- | ---------------------- | -------------- | ------------------------ | ------------------------ | -------------------- | ------------------------ | ------- |
| Robert Hayles | Poursuite individuelle | 4 min 20 s 996 | 4 min 30 s 080           | 4 min 19 s 613           | 4e                   | Eliminé                  | Eliminé |

| Athlète                                               | Compétition           | Qualification        | Qualification | Quart de finale                 | Demi-finale                     | Finale                          | Finale             |
| Athlète                                               | Compétition           | Temps Vitesse (km/h) | Rang          | Adversaire Temps Vitesse (km/h) | Adversaire Temps Vitesse (km/h) | Adversaire Temps Vitesse (km/h) | Rang               |
| ----------------------------------------------------- | --------------------- | -------------------- | ------------- | ------------------------------- | ------------------------------- | ------------------------------- | ------------------ |
| Bryan Steel Paul Manning Bradley Wiggins Chris Newton | Poursuite par équipes | 4 min 04 s 030       | 1er           | 4 min 04 s 143                  | 4 min 02 s 387                  | 4 min 01 s 979                  | Médaille de bronze |

| Athlète                       | Compétition           | Points | Rang |
| ----------------------------- | --------------------- | ------ | ---- |
| Jonny Clay                    | Course aux points     | 10     | 13e  |
| Bradley Wiggins Robert Hayles | Course à l'américaine | 13     | 4e   |

#### Femmes
| Athlète         | Compétition            | Qualification  | Demi-finales             | Match pour le bronze     | Match pour le bronze | Finale                   | Finale  |
| Athlète         | Compétition            | Temps Vitesse  | Adversaire Temps Vitesse | Adversaire Temps Vitesse | Rang                 | Adversaire Temps Vitesse | Rang    |
| --------------- | ---------------------- | -------------- | ------------------------ | ------------------------ | -------------------- | ------------------------ | ------- |
| Yvonne McGregor | Poursuite individuelle | 3 min 35 s 492 | 3 min 38 s 409           | 3 min 38 s 850           | Médaille de bronze   | Eliminé                  | Eliminé |

| Athlète     | Compétition       | Points | Rang |
| ----------- | ----------------- | ------ | ---- |
| Emma Davies | Course aux points | 0      | 14e  |

### BMX

#### Hommes
| Athlète         | Compétition   | Temps              | Rang |
| --------------- | ------------- | ------------------ | ---- |
| Nick Craig      | Cross-country | 2 h 20 min 00 s 17 | 25e  |
| Oli Beckingsale | Cross-country | 2 h 18 min 17 s 01 | 23e  |

#### Femmes
| Athlète            | Compétition   | Temps              | Rang |
| ------------------ | ------------- | ------------------ | ---- |
| Louise Robinson    | Cross-country | 1 h 59 min 23 s 27 | 15e  |
| Caroline Alexander | Cross-country | 1 h 56 min 50 s 62 | 12e  |

## Equitation
| Athlète                   | Épreuve              | R1          | R1          | R2          | R2          | R3      | R3      |
| Athlète                   | Épreuve              | Points      | Rang        | Points      | Rang        | Points  | Rang    |
| ------------------------- | -------------------- | ----------- | ----------- | ----------- | ----------- | ------- | ------- |
| Kirsty Mepham             | Dressage individuel  | 62.80       | 41e         | Eliminé     | Eliminé     | Eliminé | Eliminé |
| Richard Davidson          | Dressage individuel  | 64.08       | 35e         | Eliminé     | Eliminé     | Eliminé | Eliminé |
| Carl Hester               | Dressage individuel  | 64.88       | 31e         | Eliminé     | Eliminé     | Eliminé | Eliminé |
| Emile Faurie              | Dressage individuel  | 66.96       | 18e         | 65.58       | 20e         | Eliminé | Eliminé |
| Equipe de Grande Bretagne | Dressage par équipes | Non disputé | Non disputé | Non disputé | Non disputé | 4,898   | 8e      |

| Athlète                                               | Compétition                  | Pénalités | Rang              |
| ----------------------------------------------------- | ---------------------------- | --------- | ----------------- |
| Karen Dixon                                           | Concours complet             | 60.40     | 11e               |
| Ian Stark                                             | Concours complet             | 56.00     | 10e               |
| Mary King                                             | Concours complet             | 52.00     | 7e                |
| Pippa Funnell Leslie Law Jeanette Brakewell Ian Stark | Concours complet par équipes | 161.00    | Médaille d'argent |